# Droga krajowa B89 (Niemcy)
Droga krajowa 89 (niem. Bundesstraße 89, B 89) – niemiecka droga krajowa przebiegająca  z zachodu na wschód od skrzyżowania z drogą B19 w Meiningen w Turyngii do skrzyżowania z drogą B85 w Haßlach w Bawarii.